# Haleakala National Park
Haleakalā National Park is een nationaal park gelegen op het eiland Maui in de staat Hawaï in de Verenigde Staten.

## Geschiedenis

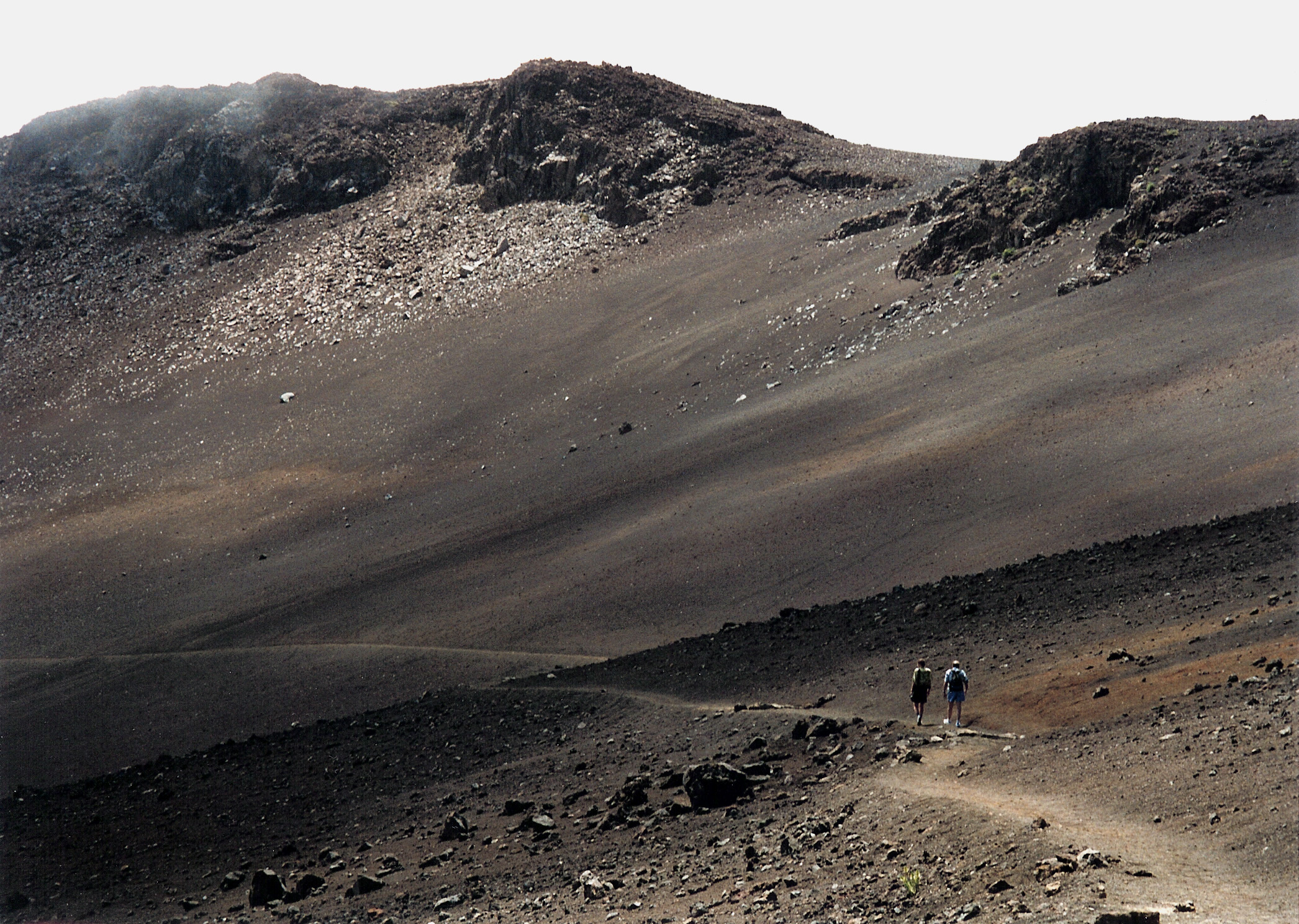
Haleakalā-wandelaars

Haleakalā vormde vanaf 1916 samen met de vulkanen Mauna Loa en Kilauea op Hawaï Hawaï National Park. In 1961 werd het park gesplitst in Hawaii Volcanoes National Park en Haleakalā. In 1980 werd het park aangewezen als biosfeerreservaat. De naam Haleakalā is Hawaïaans voor "huis van de zon". Volgens een lokale legende hield de halfgod Maui de zon hier gevangen om de dag langer te laten duren.
Het park bestaat uit de top van de slapende Haleakalā-vulkaan, die voor het laatst uitbarstte in 1790 en het Kipahulugebied aan de kust.
Per jaar bezoeken zo'n 1.450.000 mensen het park.

## Vulkaan
De huidige 'krater' of caldera van de vulkaan is niet ontstaan door een vulkanische uitbarsting maar door erosie van de oorspronkelijke schildvulkaan. De krater meet 11,3 km bij 3,2 km en is 800 meter diep. In de erosiekrater zijn tot 150 m hoge slakkenkegels te zien veroorzaakt door latere vulkanische uitbarstingen. In het bijzonder tijdens zonsopkomst en zonsondergang en bij helder weer is het uitzicht vanaf de vulkaan en het zicht in de krater spectaculair.
Bezoekers kunnen via een aantal paden vanaf de top in de erosiekrater afdalen. De spectaculaire Sliding Sands en Halemau'u trails zijn het meest bekend. De hoogte (meer dan 2000 m) en de zwaarte van de trails stellen hoge eisen aan de conditie van de wandelaars.
Naast het vulkaanlandschap is het park ook bekend om het heldere zicht op de nachtelijke hemel. Haleakalā is daarmee een van de beste plaatsen in de Verenigde Staten voor astronomische observatie. Op de top van de vulkaan bevinden zich een aantal observatoria.

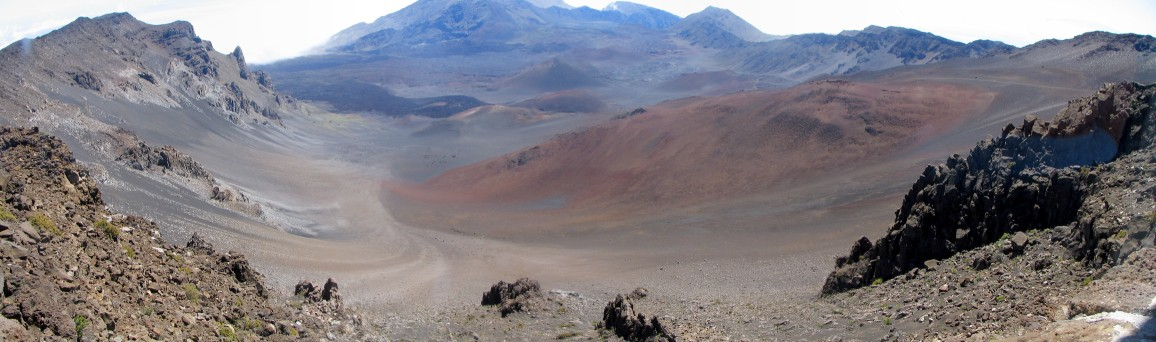
Uitzicht op de krater

## Kipahulu

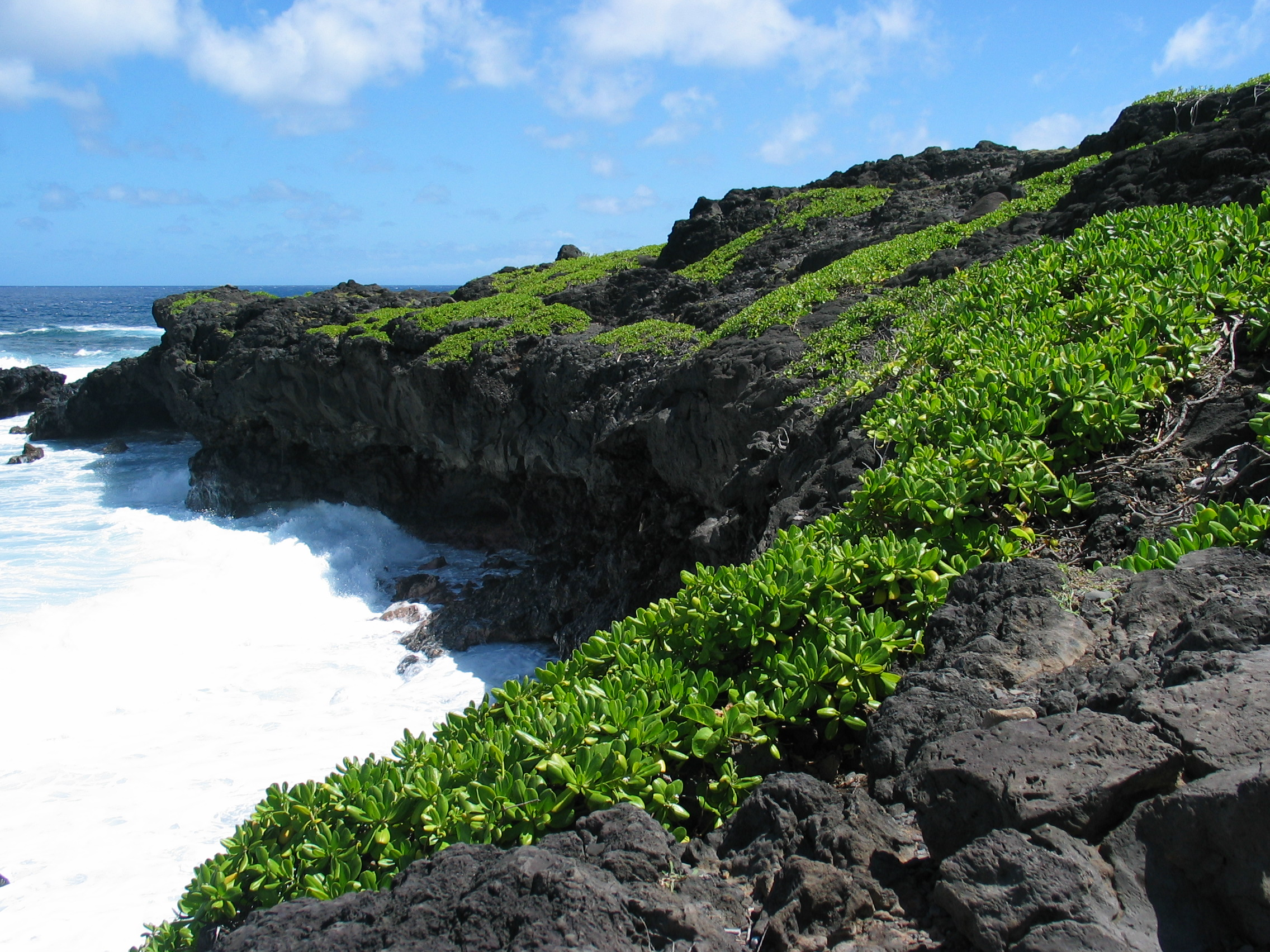
De kust van Kipahulu

Het andere gedeelte van het park ligt aan de kust. Langs de Palikearivier liggen meer dan 20 meertjes. Bezoekers kunnen langs de rivier lopen of zwemmen in de meertjes.
De Hawaïaanse eilanden liggen 3862 km van het dichtstbijzijnde continent. Dat betekent dat planten of dieren van het continent slechts zelden de eilanden bereiken. Na zo'n toevallige overtocht ontwikkelen deze soorten zich anders dan op het vasteland, waardoor er unieke ecosystemen zijn ontstaan. Veel van deze soorten zijn bedreigd nadat niet-inheemse soorten op de eilanden zijn geïntroduceerd.